# Inferno - Canto trentaquattresimo

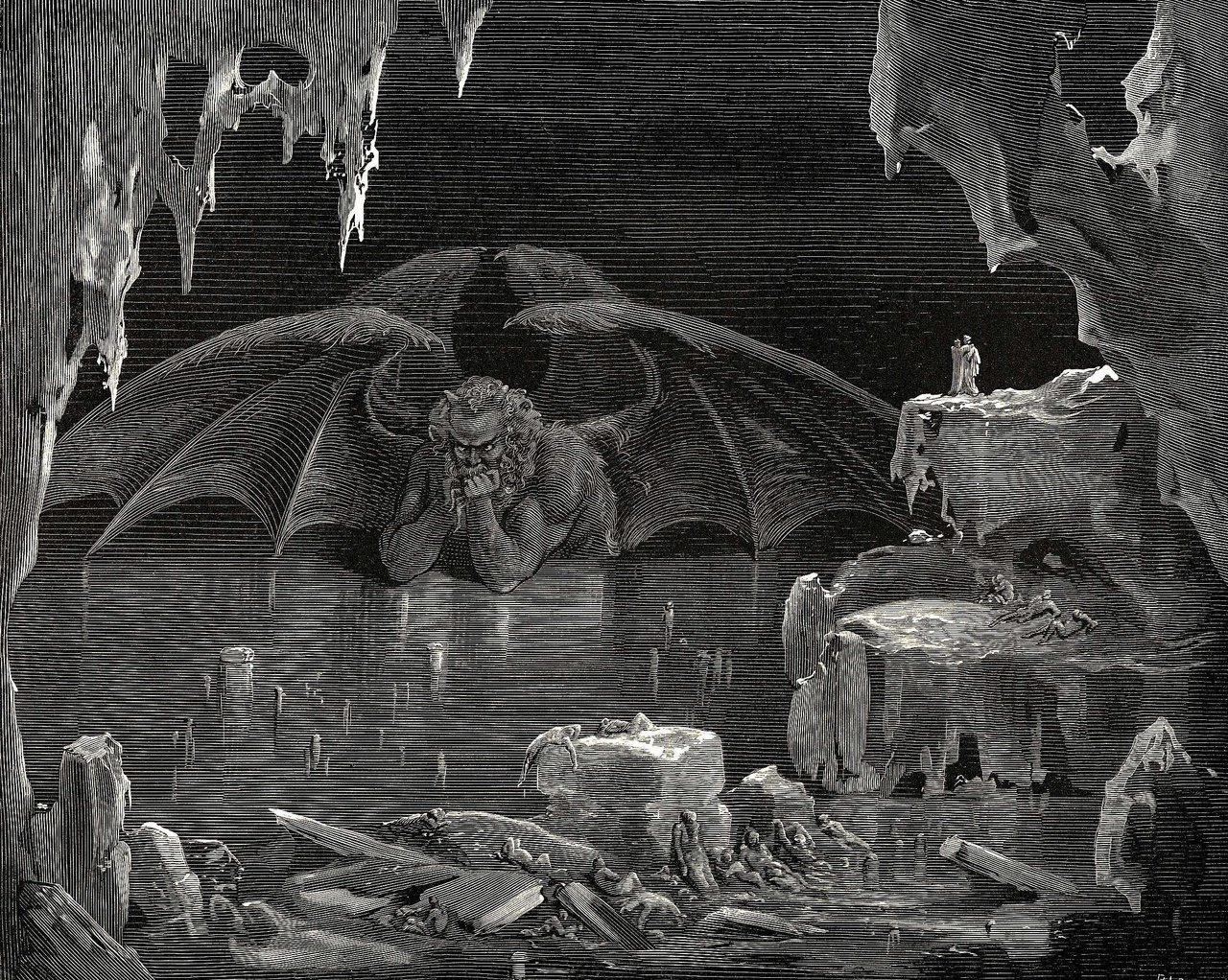
La Giudecca e Lucifero (Canto XXXIV). Illustrazione di Paul Gustave Doré.

Il canto trentaquattresimo dell'Inferno di Dante Alighieri si svolge nella quarta zona del nono cerchio, nella ghiaccia del Cocìto, dove sono puniti i traditori dei benefattori; siamo alla sera del 9 aprile 1300 (Sabato Santo), o secondo altri commentatori del 26 marzo 1300.
Si tratta dell'ultimo canto dell'Inferno: Dante e Virgilio vi vedono Lucifero, principio di ogni male, e scendono al centro della Terra lungo il suo corpo, fino a risalire poi sull'altro emisfero dove si trova il Purgatorio, oggetto della cantica successiva.

## Incipit
(Anonimo commentatore dantesco del XIV secolo)

## Analisi del canto

### La Giudecca: i traditori dei benefattori - versi 1-15
(v. 1)
Il 34° canto dell'Inferno inizia con l'unica frase tutta in latino della cantica, significa "si avvicinano le insegne del re dell'inferno" ed è una citazione del celebre inno di Venanzio Fortunato, dove invece delle insegne della vera croce, per le quali fu composta entrando poi nella liturgia della Settimana Santa, Dante aggiunge "inferni", per introdurre solennemente la visione di Lucifero.
Dice quindi Virgilio che le insegne, intese come i segni, del Re degli Inferi avanzano verso di loro, quindi invita Dante a guardare avanti per vederlo. Dante crede di vedere un mulino in mezzo alla nebbia; una forte ventata fa rabbrividire il poeta che si fa scudo alla sua guida, ché non lì era altra grotta, cioè altro riparo.
Guardandosi attorno Dante vede la più paurosa desolazione, tanto che il Dante-narratore anche rabbrividisce nel "mettere in metro" cioè nel comporre la poesia: le ombre dei dannati sono tutte coperte nel ghiaccio, e traspaiono come pagliuzze (festuca) sotto vetro; di queste anime alcune sono sdraiate, altre dritte a testa in su o in giù, altre ancora sono piegate ad arco con il capo verso le piante dei piedi. Probabilmente a ognuna di queste posizioni potrebbe corrispondere un diverso grado di colpa, ma Dante non pone alcuna spiegazione: i dannati sono pietrificati e muti, nessuno viene indicato né da Dante né da Virgilio. Solo più tardi (al v. 117) si saprà che questa zona del nono cerchio è la Giudecca, da Giuda Iscariota. Non è chiaro, per mancanza di indizi univoci, se qui siano puniti i traditori verso la Chiesa e l'Impero o quelli più genericamente verso i loro benefattori: solo tre sommi peccatori verranno nominati in bocca al Diavolo e da quelli si è cercato di risalire alla colpa anche degli altri.

### Lucifero - vv. 16-56

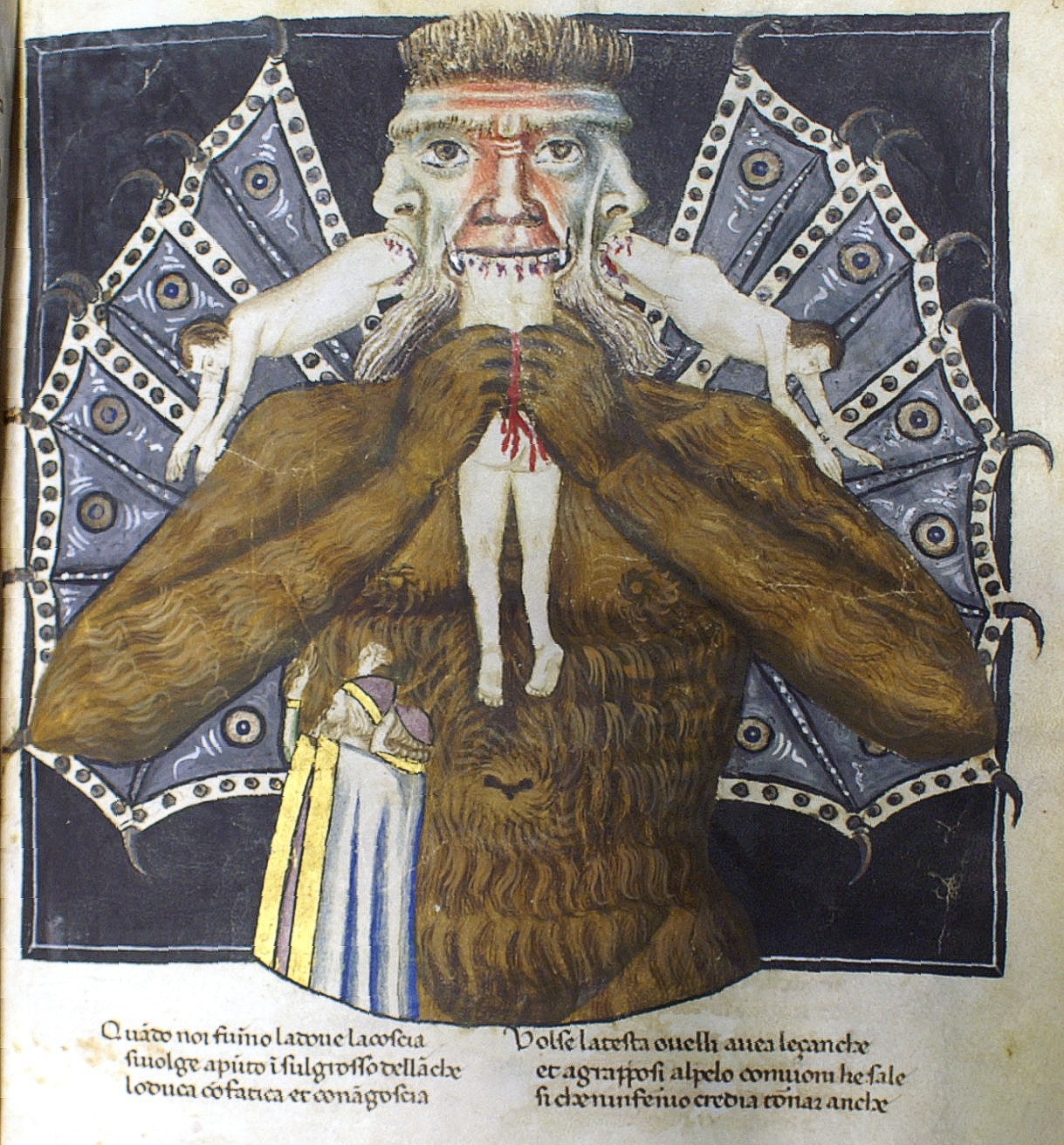
Lucifero, dal Codex Altonensis

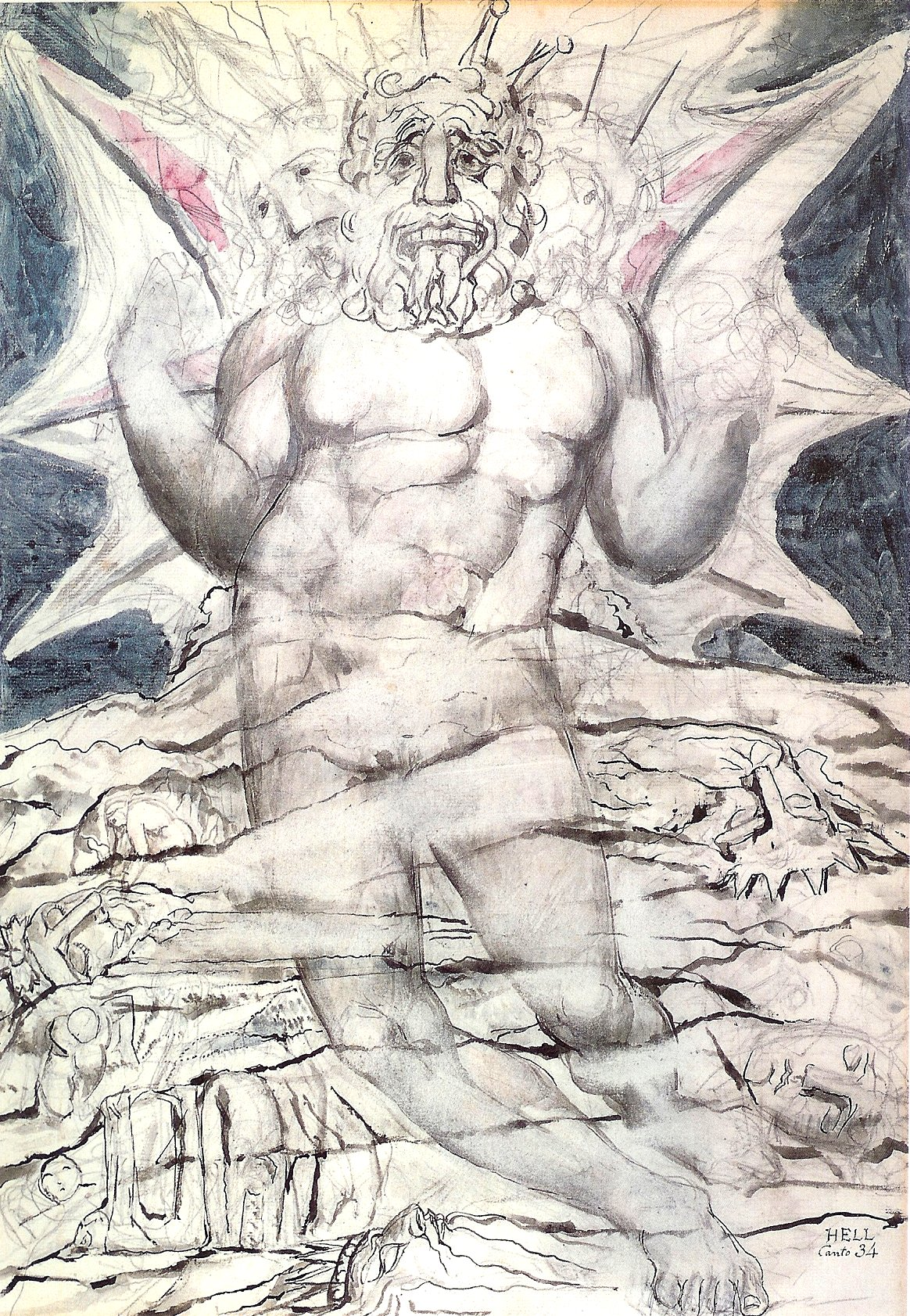
Lucifero, immaginato da William Blake

Quando i due sono abbastanza vicini per vedere la creatura ch'ebbe il bel sembiante (la creatura che era di meraviglioso aspetto), Virgilio si toglie di davanti e lascia la visuale libera a Dante dicendo: "Ecco Dite, ecco il luogo dove conviene armarsi di coraggio".
Dante aspetta ancora un attimo a descrivere la visione culminante dell'Inferno e per creare aspettativa nel lettore interpone prima alcune sue sensazioni: divenne gelato e fioco, ma il lettore è meglio che non domandi, ch'ogne parlar sarebbe poco, cioè che qualsiasi parola sarebbe insufficiente; Dante dice che non morì e non rimasi vivo (si direbbe oggi "mezzo morto"), e che il lettore può ormai immaginare da sé che vuol dire restare senza vita e morte.
A questo punto inizia senza mezze misure la descrizione dell'apparizione vera e propria:
da mezzo 'l petto uscia fuor de la ghiaccia.»
(vv. 28-29)
Dante vede Lucifero come un imperatore decaduto, con una sua regalità, che sta conficcato nel ghiaccio fino al petto. È uno sconfitto reso impotente da Dio, quindi è anche ridicolizzabile dagli uomini: Giotto lo dipinse obeso nella Cappella degli Scrovegni (1306), mentre Dante lo userà come scala. La sua immobile enormità richiama a memoria i Giganti del Canto XXXI, infatti proprio con essi Dante fa un confronto, usando se stesso anche come termine di paragone: c'è più proporzione tra un gigante e lui, che tra un gigante e le braccia di Lucifero, calcolando quindi con approssimazione un'altezza totale di Satana di un chilometro e mezzo.
Se egli fosse stato bello (prima di ribellarsi) quanto ora è brutto e alzò le ciglia (cioè si ribellò) contro il suo Creatore (fattore), invece di essergli grato per la bellezza che gli aveva donato, allora è ben naturale che da lui proceda ogni male (ogni lutto).
Il poeta ha presente passi biblici che parlano della caduta di Lucifero, come quelli del Libro di Isaia (XIV, 11-15) e del Vangelo di Luca (X, 18).
Grande stupore generano in Dante le tre facce mostruose del demonio: una centrale rossa, le altre due bianco-giallo (destra) e nera (sinistra) si ricongiungevano sul dietro della nuca, dove alcuni animali hanno la cresta. A parte la connotazione dei colori (forse i tre colori ermetici dell'Opera al Nero, al Bianco e al Rosso oppure la rappresentazione del mondo conosciuto con i tre continenti Europa, Africa e Asia), le tre facce sarebbero la punizione di Lucifero: come egli aspirava a diventare Dio, adesso è una mostruosa parodia all'opposto della Trinità; se le caratteristiche divine sono la divina podestate, / la somma sapïenza e 'l primo amore (Inf. III, vv. 5-6), quelle di Belzebù sarebbero quindi, per contrasto, impotenza, ignoranza e odio.
Sotto ciascuna delle facce escono due grandi ali proporzionate con l'immane uccello (metafora del corpo di Lucifero). Dante confessa di non averne mai viste di tali e che erano prive di penne, simili a quelle di vispistrello (pipistrello più influenzato del termine odierno dal latino vespertilio). Le tre coppie di ali sono anche caratteristica degli angeli Serafini, i più vicini a Dio, dei quali faceva parte anche Lucifero. Da queste ali hanno origine tre venti che gelano tutto il Cocito. Il particolare delle ali e delle tre facce (antitesi della Trinità) sono le uniche caratteristiche citate nel Satana di Dante: tutti gli elementi grotteschi (corna, code di serpente, zampe artigliate, e quant'altro) tipici delle coeve raffigurazioni letterarie e iconografiche (si pensi al diavolo dei mosaici del Battistero di Firenze che Dante conosceva molto bene) non vengono citate.
Alle tre facce corrispondono sei occhi lacrimanti e tre menti che gocciolano pianto e sanguinosa bava: così perché ogni bocca maciulla un dannato, per un totale di tre.

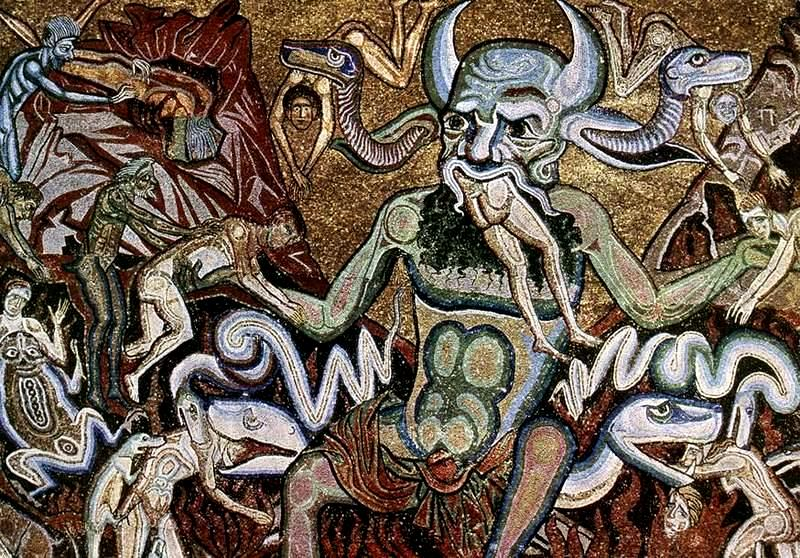
Lucifero (Coppo di Marcovaldo?), mosaici della cupola del battistero di Firenze
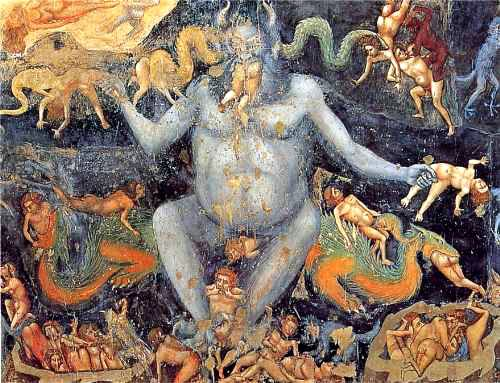
Satana di Giotto, Cappella degli Scrovegni, Padova
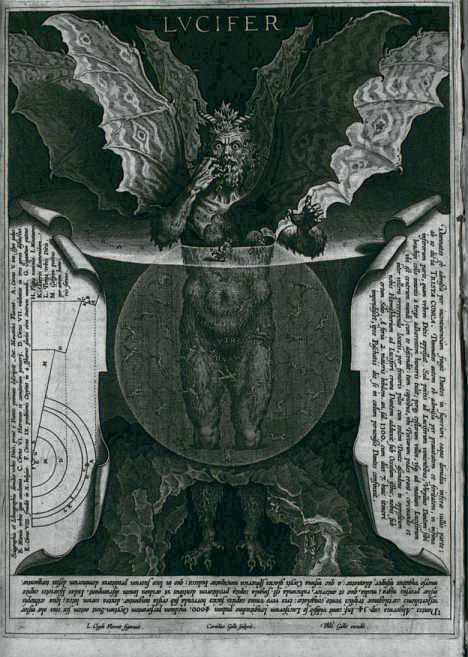
Lucifer, di Alessandro Vellutello (1534)

### Giuda, Bruto e Cassio - vv. 57-67
Quello davanti, per il quale i morsi non contavano nulla in confronto ai graffi che il Diavolo gli infliggeva di tanto in tanto sulla schiena, Virgilio lo indica come Giuda Iscariota, col capo nella bocca e le gambe che scalciano di fuori. Gli altri due sono Marco Giunio Bruto, dalla testa nera di sinistra, che si storce ma non parla (questo è una delle condizioni della magnanimità, ma non è l'unica necessaria, e come per Capaneo non esclude la condanna di Dante); l'altro è Cassio Longino membruto cioè robusto (sull'attributo della robustezza forse Dante si sbagliava con Lucio Cassio, seguace di Catilina, citato da Cicerone).
Nei tre sommi traditori Dante ha voluto colpire coloro che attentarono primamente alle due massime potestà, entrambe preordinate da Dio come guide all'umanità per raggiungere la felicità terrena e quella oltremondana. Giuda ha tradito Gesù da cui deriva l'autorità dei papi e Bruto e Cassio hanno tradito Cesare, il "primo principe sommo", fondatore dell'autorità imperiale voluta dalla provvidenza. Il castigo inflitto al primo è più grave perché il potere spirituale e il fine della beatitudine celeste sovrastano il potere temporale e il fine della felicità terrena.
Dante non cita la trivialità, presente invece in molte opere pittoriche già citate, come in Giotto, del diavolo che 'evacua' i peccatori maciullati per poi tornare a tormentarli.

### Discesa dei poeti lungo il corpo di Lucifero - vv. 68-99

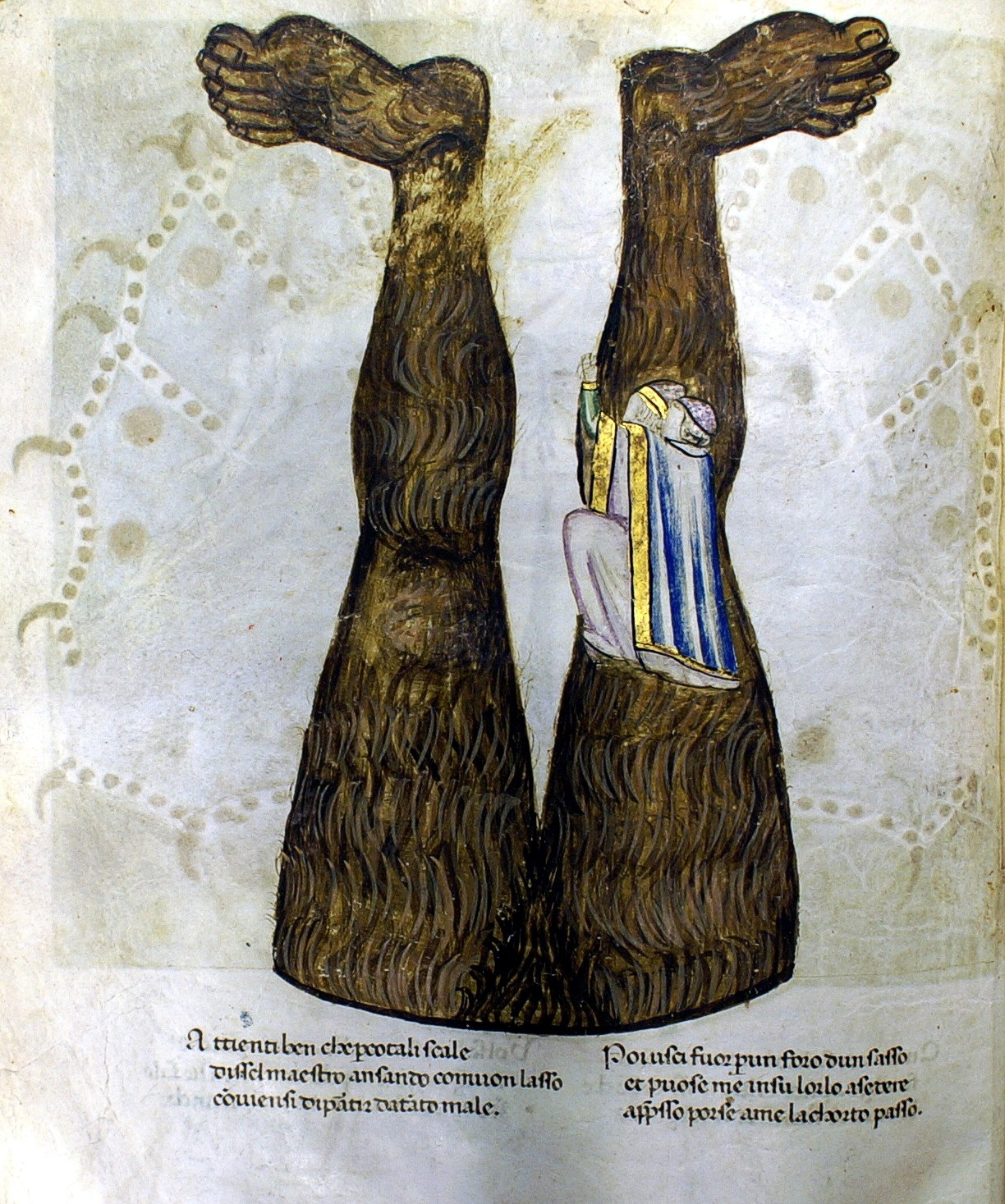
Lucifero capovolto, dal Codex Altonensis

Il Lucifero dantesco non interagisce minimamente con i due pellegrini, isolato nella sua inarrivabile solitudine. Durante la descrizione i due poeti si sono avvicinati fino ad arrivare al cospetto di Satana e Virgilio invita allora Dante a reggersi al suo collo e con un salto, quando le ali sono aperte in posizione favorevole, si appiglia al busto peloso del demonio e inizia a scendere di vello in vello. Arrivati al punto dove le cosce si attaccano alle anche (cioè nella zona del bacino), Virgilio, con fatica e con angoscia, si rigira volgendo la testa dove aveva i piedi e ricominciando a salire. Dante crede allora di tornare verso l'Inferno, ma, mentre il maestro gli intima di reggersi forte perché quelle sono le uniche scale per allontanarsi da tanto male, essi hanno sorpassato il centro della terra e sono entrati nell'emisfero australe, cosicché la gravità è inversa e la direzione verso la quale prima si scendeva ora è in salita.
Questa scalata tramite il principio del male può anche essere letta in senso allegorico, quale condizione necessaria di conoscenza totale prima di ascendere alla purificazione del Purgatorio.
Quindi Virgilio esce attraverso il foro di una roccia e mette lì Dante a sedere sull'orlo; successivamente dirige verso Dante il suo passo accorto, probabilmente da intendere come il salto che il maestro compie "accortamente" dal vello luciferino al punto d'appoggio roccioso.
Alzando gli occhi Dante vede con sorpresa le gambe di Lucifero capovolte, ma gli ignoranti (la gente grossa) che non hanno capito il punto da lui attraversato forse lo penserebbero anche preoccupato, secondo quanto scrive il poeta stesso.
Virgilio incita Dante a ripartire subito, che la via è lunga e 'l cammino è malvagio (cioè difficile) e che è la mezza della terza (cioè la metà della terza parte del giorno tra le 6 e le 9 di mattina, quindi le 7,30 circa); il passaggio non era infatti un salotto (camminata, da camino) di palazzo, ma una caverna (burella) naturale, con il suolo irto e l'illuminazione fioca e disagevole.

### Spiegazione cosmologica di Virgilio - vv. 100-126

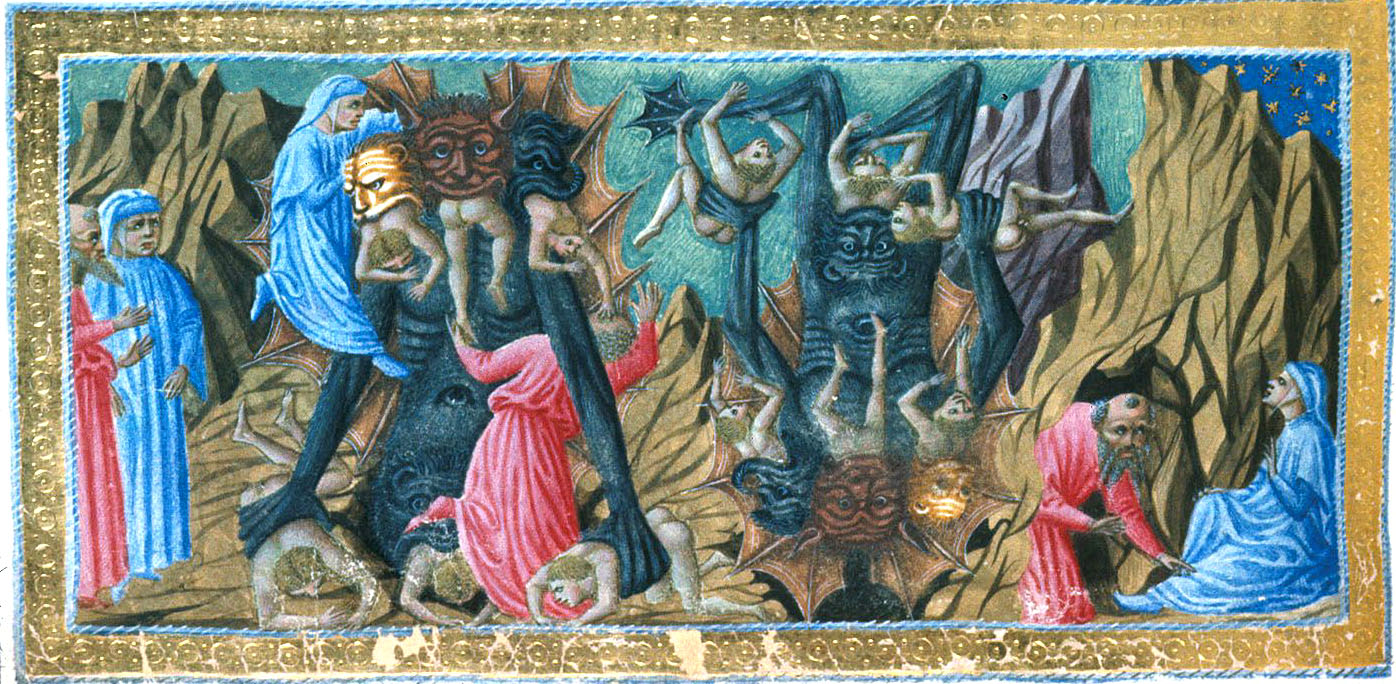
Canto XXXIV, Priamo della Quercia

Mentre i due riprendono il cammino Dante chiede a Virgilio se, prima di lasciare definitivamente l'Inferno, può dirimergli qualche questione: su che fine abbia fatto il ghiaccio, sul perché Satana sia conficcato sottosopra e come mai in poco tempo il sole abbia fatto il tragitto dalla sera alla mattina di circa dodici ore?
Virgilio inizia la sua spiegazione dicendo a Dante che essi sono nel nuovo emisfero, non più in quello dove lui prese il pel del vermo, poiché essi hanno passato il punto al quale tendono tutti i pesi, ovvero il centro della terra. Qui è l'emisfero contrapposto a quello coperto dalle terre emerse (dalla gran secca) sotto il cui meridiano più alto nacque colui che visse senza peccati (cioè Gesù a Gerusalemme, la città che secondo la geografia dell'epoca si riteneva sotto il meridiano principale). Rispondendo allora alla prima domanda di Dante gli dice che essi ora camminano su una piccola sfera che copre l'altra faccia della Giudecca, dell'ultima zona del lago ghiacciato; riguardo alla terza domanda spiega che quando di là è notte di qua è mattino (man); e che Lucifero, infine, sta esattamente come stava prima.
Egli, quale angelo ribelle, quando cadde dal cielo sprofondò da questo emisfero a testa all'ingiù e la terra per non toccarlo si nascose sotto al mare, sporgendo tutta dall'altro emisfero; il Diavolo rimase conficcato al centro della terra e ciò che gli stava intorno, per fuggire ulteriormente, si spostò fuggendo verso l'emisfero australe, facendo il vuoto attorno a Lucifero (questa spiegazione sottolinea come anche la terra, materia di per sé vile, fugga sdegnata dal contatto con esso).

### Risalita agli antipodi dell'inferno - vv. 127-139

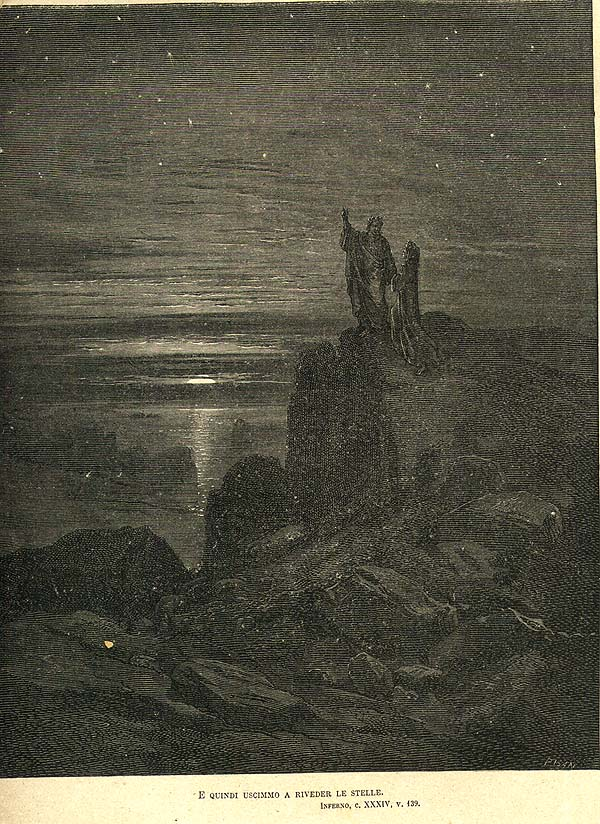
Uscita dall'Inferno, Gustave Doré

Da Belzebù quindi, continua Virgilio, c'è un luogo lungo tanto quanto la tomba (la natural burella, cioè la grotta agli antipodi per la quale Dante prende a camminare poi che s'è staccato dal pelo di Lucifero), dove si riconosce un ruscelletto dal suono, non dalla vista, che sgorga da un sasso che esso ha eroso e pende un poco. In genere questo ruscelletto viene interpretato come il Lete, che nasce nel Paradiso terrestre e che dopo aver lavato le anime del purgatorio dai ricordi delle loro colpe scorre verso il Cocito con i mali che porta, così come i fiumi infernali scorrono giù dall'altro emisfero.
Virgilio e Dante quindi attraverso quel cammino ascoso (buio, nascosto), iniziano la salita che li riporta nel chiaro mondo, senza cura di riposarsi e in fila, finché Dante non vide le cose belle / che porta il ciel da un'apertura rotonda.
(v. 139)
Il viaggio nell'Inferno è durato 24 ore dal tramonto nella selva oscura e ne occorreranno altre 21 per risalire verso la superficie terrestre, dal mattino alla notte successiva, con l'arrivo poco prima dell'alba al monte del Purgatorio.
Si conclude l'Inferno, con la parola "stelle", che, come nelle altre due cantiche, chiude il racconto, poiché le stelle per Dante (quali sede del Paradiso) sono il naturale destino dell'uomo e della sua voglia di conoscenza, tramite il suo sforzo a salire a guardare verso l'alto. Con i riferimenti alla chiarezza e alla luce (vv. 96, 105, 118, 134), alle cose belle e alle stelle Dante inizia a presagire il Purgatorio, dove totalmente diversa sarà la tonalità della poesia.